# Convitto nazionale Torquato Tasso
Il Convitto Nazionale Torquato Tasso ha sede a Salerno in piazza Abate Conforti in un antico monastero d'origini longobarde.

## Storia
Il Convitto Nazionale sorge nell'antico monastero femminile delle benedettine che fu edificato intorno all'anno mille con il nome di Santa Maria Maddalena. L'anno della sua fondazione è incerto ma secondo alcuni documenti papali firmati da Nicolò V nel 1453 questo precedentemente era chiamato S.Maria de domino Sicone in quanto edificato da questo principe, di origini longobarde. Egli tenne il governo del Principato di Salerno dall'817 all'856 e quindi l'edificazione del monastero è ipotizzabile in questo periodo. Il monastero fu soppresso nel 1811 ed i locali furono dapprima sede delle Legioni scelte poi sede del Liceo ginnasio Torquato Tasso e dell'annesso Convitto. Anticamente nell'ala sud-est del fabbricato sorgeva una chiesa che divenne aula del convitto.
L'edificio è stato ristrutturato tra il 2011 ed il 2013 e si presenta in ottimo stato conservativo.

## Edificio
Il complesso si articola in un corpo centrale a due piani fiancheggiato da due edifici di quattro e tre piani. La facciata principale presenta un ordine di lesene giganti con capitelli di stile corinzio con paramento di mattoncini rossi. L'ampio portale d'ingresso è affiancato da finestre rettangolari con cornice piana: al di sopra del portale il balcone ripete il motivo ad arco e le finestre presentano un timpano triangolare. L'ingresso è arricchito da una scalone con volte decorate a stucchi bianchi e grigi.